# توسکایان
توسکایان یا خانواده توس از شش سرده درخت و درختچه برگریز فندقی تشکیل شده‌است؛ از جمله توس، توسکا، درخت فندق، ممرز و هاپ-ممرز که شامل بر حدود ۱۳۰ گونه گیاهی می‌شود. این گیاهان بیشتر بومی نواحی معتدل نیم‌کره شمالی هستند؛ به استثنا چند گونه که در نیم‌کره جنوبی و در رشته‌کوه آند در آمریکای جنوبی می‌روید.
در گذشته، این خانواده به دو خانواده تقسیم شده بود. توسکایان (توس و توسکا) و فندقیان (بقیه). اما در رده‌بندی جدید این دو خانواده در دو زیرخانواده تقسیم‌بندی شده‌اند. 